# あわら市吉崎小学校
あわら市吉崎小学校（あわらしよしざきしょうがっこう）は、福井県あわら市吉崎にある公立小学校。敷地内に幼稚園が併設されている。児童数の減少に伴い、2016年（平成28年）休校。
同小学校の通学区域は、金津中学校の通学区域の一部となっているが、吉崎地区が県境に跨る集落であることから、市教育委員会では石川県にありながら金津中学校よりも近い加賀市立錦城中学校への入学も許可しており、公立中学校へ進学するほぼ全員が錦城中学校へ入学している点が特色でもある。

## 沿革
- 1873年（明治6年） - 吉崎小学校創設。
- 1877年（明治10年） - 浜坂分教場設置。
- 1878年（明治11年） - 浜坂小学校独立。
- 1886年（明治19年） - 浜坂小学校と合併し、湖汀尋常小学校と改称。
- 1887年（明治20年） - 校舎改築移転。
- 1890年（明治23年） - 浜坂小学校が独立し、本校と別れる。
- 1897年（明治30年） - 吉崎尋常小学校と改称。
- 1941年（昭和16年） - 吉崎村国民学校と改称。
- 1945年（昭和20年） - 新校舎落成。
- 1947年（昭和22年） - 吉崎申請中学校を併設開校。
- 1948年（昭和23年） - 浜坂小学校を併合。
- 1954年（昭和29年）10月 - 吉崎村が金津町に編入、金津町立吉崎小学校と改称。
- 1955年（昭和30年） - 吉崎幼稚園を併設。
- 1962年（昭和37年） - 中学校を金津中学校吉崎教場と改称。
- 1967年（昭和42年） - 吉崎教場を廃校し、中学校教育を加賀市（錦城中学校）へ委託。
- 1975年（昭和50年） - プール竣工。
- 1979年（昭和54年） - 新校舎落成。
- 1982年（昭和57年） - 加賀吉崎区の児童が加賀市立緑丘小学校へ転出。
- 2004年（平成16年）3月1日 - 坂井郡芦原町、金津町が合併してあわら市が発足、あわら市立吉崎小学校と改称。
- 2008年（平成20年） - 体育館・校舎耐震工事完了。
- 2016年（平成28年）3月 - 休校。在校生はあわら市細呂木小学校、加賀市立緑丘小学校へ転出[1]。

## 通学区域
浜坂・吉崎

## 進学先中学校
- あわら市金津中学校[3]
- 加賀市立錦城中学校

## 学校周辺
- 吉崎御坊
- 吉崎温泉
- 北潟湖